# پس از سقوط ما
پس از سقوط ما (به انگلیسی: After We Fell) یک فیلم آمریکایی در ژانر عاشقانه محصول سال ۲۰۲۱ به کارگردانی کاستیل لندون و نویسندگی کاستیل لندون است. این فیلم برگرفته از کتابی با همین نام است که در سال ۲۰۱۴ از آنا تاد منتشر شد.این فیلم دنباله فیلم پس از برخورد ما است. دنباله این فیلم با به نام پس از شادی بی‌پایان در ۷ سپتامبر ۲۰۲۲ اکران شد.

## بازیگران
- جوزفین لانگفورد در نقش تسا یانگ
- هیرو فاینس-تیفین در نقش هاردین اسکات
- کارتر جنکینس در نقش رابرت
- لوئیس لومبارد در نقش تریش دنیلز
- آریل کبل در نقش کیمبرلی
- استیون مویر در نقش کریستین ونس
- میرا سوروینو در نقش کارول یانگ
- چنس پردومو در نقش لندون گیبسون
- فرانسیس ترنر در نقش کارن اسکات
- رب استز در نقش کن اسکات
- کیانا مادیرا در نقش نورا

## داستان
داستان با یک فلش‌بک به گذشته مادر تسا آغاز می‌شود که پدر تسا را به علت اعتیاد به الکل از خانه بیرون می‌کند و پس از سال‌ها پدر تسا برمی‌گردد و هاردین به او اجازه می‌دهد تا در کنار دختر خود زندگی کند و ...

## دنباله
دنباله این فیلم به نام پس از شادی بی‌پایان در تاریخ ۷ سپتامبر ۲۰۲۲ اکران شد.

### دنباله‌های فیلم
- پس از آن (۲۰۱۹)
- پس از برخورد ما (۲۰۲۰)
- پس از شادی بی‌پایان (۲۰۲۲)
- پس از همه‌چیز (۲۰۲۳)